# Ardisia scalaris
Ardisia scalaris är en viveväxtart som beskrevs av Carl Christian Mez. Ardisia scalaris ingår i släktet Ardisia och familjen viveväxter. Inga underarter finns listade i Catalogue of Life.